# عبد القادر العاني
الشيخ عبد القادر العاني وهو الفقيه عبد القادر بن عبد الله بن خلف العاني الحسينيّ الشافعيّ. ولد في مدينة هيت عام 1945م، قرب عنة في غرب العراق، وتعلم القرآن الكريم وتخرج من المدرسة الابتدائية في هيت عام 1962م.
التحق بالمدرسة الآصفية في الفلوجة وتتلمذ عند الشيخ العلامة عبد العزيز سالم السامرائي ودرس قسما من العلوم العربية والإسلامية، ثم انتقل إلى مدرسة منورة خاتون في الرمادي عام 1965م، ودرس عند الشيخ عبد الملك السعدي، وفي عام 1967م انتقل إلى مدرسة الحضرة القادرية في بغداد، ودرس عند الشيخ عبد الكريم محمد المدرس، كما درس عند غيره من العلماء من أمثال عبد الكريم الدبان وعبد العزيز البدري.
ورحل الشيخ مع والده إلى حلب في الخمسينيات والتقى بالشيخ محمد بن أحمد النبهان الحلبي فتعلم على يديه وأخذ عنه طريقة التصوف. وتعلّم من علماء حلب، فاجتمع لديه علم أهل العراق والشام.
وفي عام 1972م، التحق بكلية الإمام الأعظم للدراسات الإسلامية، وتخرج عام 1976م.
بعد تخرجه عين خطيبا في 13 نيسان 1969م، في جامع الكبيسي في بغداد ثم نقل إلى جامع ام الطبول بتاريخ 1 نيسان 1973م. ثم سافر إلى مصر وأكمل دراسته في جامعة الأزهر.
وعاد إلى العراق ومكث فيها سنين، ثمّ سافر إلى الكويت، فكان كالغيث حيثما حلّ نفع، فساهم في مشروع الموسوعة الكويتية مساهمات فعّآلة رائدة، وحقّق عددا من كتب التراث الإسلامي، وساهم في تأسيس كثير من المشاريع الإسلامية والدينيّة في الكويت.
من أهم أعماله مشاركته في الموسوعة الكويتية الفقهية، بالإضافة إلى تحقيق كتاب البحر المحيط لابن بهادر الزركشيّ، ورسالته للدكتوراه العوض في المتلفات الماليّة.
ثمّ عاد إلى العراق بعد غزو الكويت، عام 1990، فابتدأ في العمل في جامعة صدّام للعلوم الإسلاميّة (الجامعة العراقية حاليا)، فكان يحب تلاميذه ويعقد لهم مجالس للعلم في بيته إضافة إلى ما كان يقدمه للطلاّب في الجامعة، وهناك أشار عليه بعض تلاميذه ممن حصل على شهادة الدكتوراه في الفقه، أن يواصل مسيرته العلمية للحصول على شهادة الدكتوراه، فتقدم لنيل شهادة الدكتوراه متأخرًا في عام 1997م تقريبًا، وكان عنوان رسالته (العوض في المتلفات الماليّة في الشريعة الإسلاميّة)، ولقد نالت رسالته مرتبة الشرف مع التوصية بالطبع وأقرّ مناقشوه يومها أنّهم أقلّ منه علميًّا ولكنّها الحياة الجامعيّة الأكاديميّة التي جعلتهم يناقشون رسالته.

## محاولته إخماد الفتنة الطائفيّة فيالعراق
استمرّ في التعليم في جامعات العراق، للدراسات الأوليّة والعليا، وبقي مرابطًا على أرضه حتى الغزو الأمريكي للعراق 2003، وبعد أن كثر في العراق الخونة، وبدأت الفتنة الطائفيّة في المجتمع العراقيّ، فبادر بترتيب لقاءات تكبح جماحها، وكان من تلك اللقاءات لقاؤه المشهود مع أحد كبار علماء الشيعة وهو آية الله العظمى حسين إسماعيل الصدر، حيث وصل الشيخ إلى منزل حسين الصدر الذي تفرض عليه حراسة مشددة، ثمّ عاد إلى منزله في أعقاب سوء تفاهم مع حارس طلب تفتيش سيارته. وكان هناك ثلاثة أعضاء من مجلس الحكم العراقي المُعيّن من قبل قوات التحالف في العراق، ورجل دينٍ بريطانيّ (أندرو وايت) بانتظار وصوله.
وبعد أن علم المنتظرون أنّه غادر فجأة سارعوا لمحاولة إنقاذ الموقف. فسألوا على عجلٍ عن الطريق إلى منزله وأسرعوا في قافلةٍ عبر بغداد للعثور عليه. فوافق الشيخ درءًا للفتنة على العودة لمقابلة (حسين الصدر).

## مهمّاته ومناصبه
رأس بعثة الحجّ العراقيّة الرسميّة أيّام الرئيس العراقيّ السابق صدام حسين، وشارك في أعمال وزارة الأوقاف بعدّة مناصب رسميّة، ولكنّه كان يُشارك أكثر بصفة شعبيّة ووديّة.
كما عمل مستشارًا في منظّمة المؤتمر الإسلاميّ الشعبيّ لسنوات طوال.
وسافر إلى حضرموت من اليمن، ودرّس في جامعة الأحقاف، في كلية الشريعة، ومكث سنتين، 1418-1419هـ.
كما عمل أمينًا عامًّا لمجلس الإفتاء العراقي، من حين تأسيسه عام 2004 إلى حين انتقاله.
أسّس مع مجموعة من علماء العراق جمعيّة علماء ومثقّفي العراق بعد الاحتلال عام 2005م.
هاجر من العراق بعد أن آذاه الاحتلال وأذنابه، فتعرّض لعدّة محاولات اغتيال أصيب خلالها منزله بالهدم، ونجّاه الله،
ثمّ تردّد بين سوريّا وعمّان حتّى حصل الإقامة في عمّان مرابطًا فيها، ناشرًا لعلم اكتنزه في صدره فامتلأت به جنباته.
استقر عبد القادر العاني في الأردن عام 2006م، وكانت أوقاته في الأردن مليئة بالإفادة، فدرس في العقيدة والفقه والأصول، والمطولات في هذه العلوم وتزاحمت عليه الطلبة. وكان في آخر أيّامه أستاذًا في الدراسات العليا في الجامعة الإسلاميّة العالمية في الأردنّ.
وهو من علماء العراق في العلوم العقليّة والشرعيّة.

## مؤهلاته العلميّة
- بكالوريوس في العلوم الإسلامية- كلية الإمام الأعظم - بغداد - عام 1976م - بتقدير ممتاز.
- ماجستير في الفقه المقارن- كلية الشريعة والقانون - جامعة الأزهر - القاهرة - عام 1982م - بتقدير ممتاز.
- دكتوراه في العلوم الإسلامية- كلية العلوم الإسلامية - جامعة بغداد - عام 1996م - بتقدير ممتاز مع التوصية بطبع الرسالة وتبادلها بين الجامعات.
- اجازات علمية متعددة من بعض مشايخ العراق.
- متخصص في الفقه المقارن، ومرتبته العلمية مدرس (أستاذ مساعد) منذ عام 1996م.

## أبرز الكتب والأبحاث
- تحقيق كتاب خبايا الزوايا للإمام الزركشي.
- اشترك في تحرير الجزأين الأول والثاني من كتاب البحر المحيط في أصول الفقه للإمام الزركشي، والذي طبعته وزارة الأوقاف والشؤون الإسلامية في الكويت.
- العوض في المتلفات المالية في الفقه الإسلامي رسالة دكتوراه.
- كتب للموسوعة الفقهية في الكويت بحوثاً عدة منها:

1.بحث (توسل).
2.بحث (تيمم).
3.بحث (تعدي).
4.بحث (تعويض).
5.بنية المسلم الأخلاقية.
6.مسائل في فقه المرأة.
7.أدب الحوار وقواعده.
8.العلم الشرعي وأقسامه.
9.أحكام الأسير في الإسلام.
10.حقوق الوالدين وذوي الأرحام.
11.آداب العالم والمتعلم.
12.حقوق المسلم.
13.المفتي والمستفتي.

## أخلاقه
كان دمث الأخلاق، مربيًّا فريد الطريقة والأسلوب، تأثّر بخلقه الحسن كلّ من رآه، يتواضع للفقير أكثر من الغنيّ، كان زاهدًا في الدنيا، إن وصلت إلى يده لم تدخل قلبه، كثير التواصل مع زملائه العلماء وأبنائه من طلبة العلم، يرى نفسه خادمًا لهم، كان يُكثر من الإطّلاع، ولم يكن يعتذر لأحدٍ من زوّاره على كثرتهم، كريمًا مع أبنائه وإخوانه وطلاّب العلم، لا يبخل عليهم بوقتٍ ولا مالٍ ولا مراجع علميّة ولا استشارات أكاديميّة، مقبولا لدى الخاصة والعامة، لا يرد طالبا، محبا للعلم وأهله، ومحبا لأهل الله الصوفية، ومبجلا لآل بيت رسول الله.

## وفاته
توفي عبد القادر العاني في عمّان ضحى يوم السبت 5 ذي القعدة 1430هـ/ 24 أكتوبر 2009.